# Pürierstab

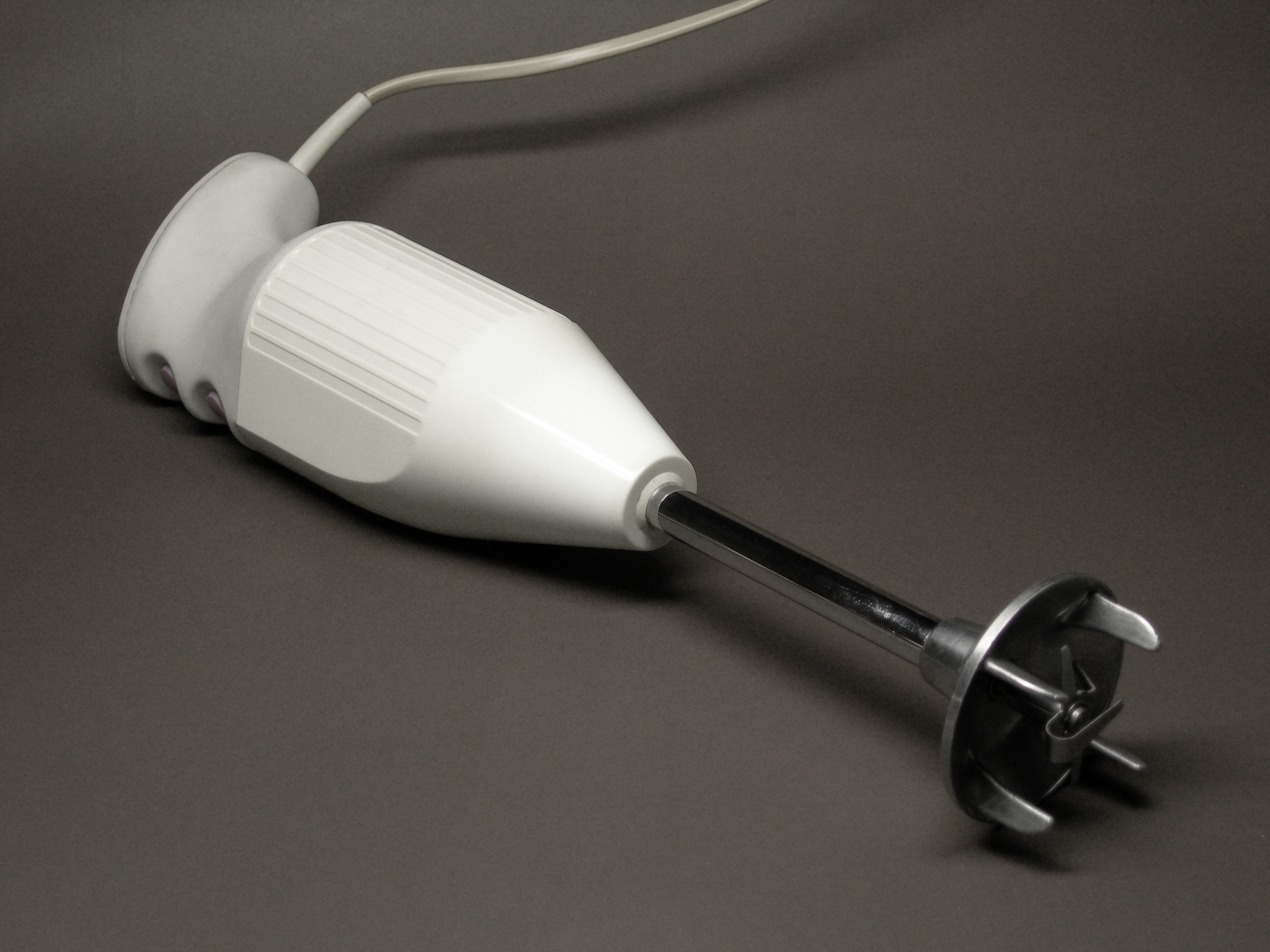
Pürierstab mit austauschbaren Aufsatzteilen

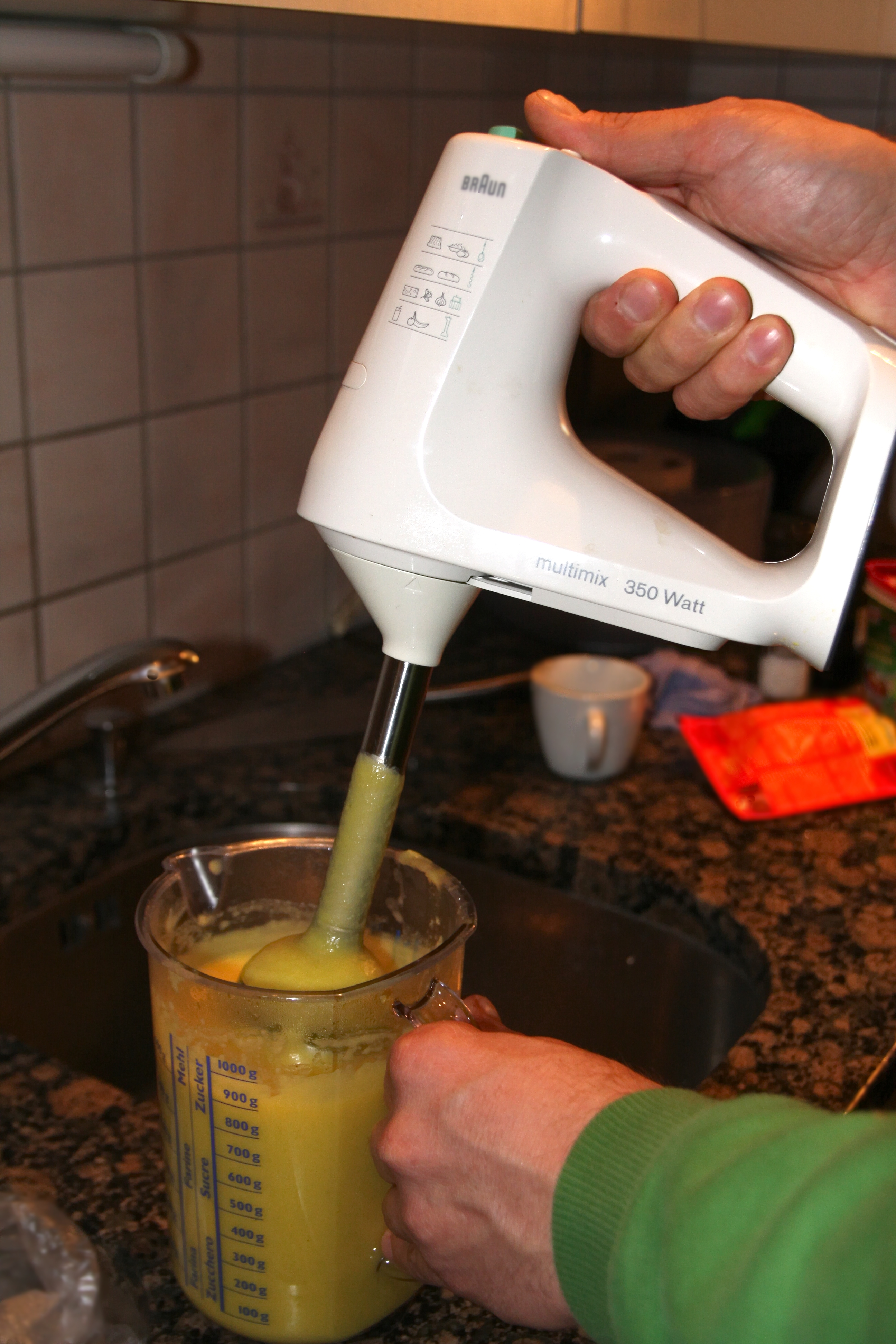
Elektrisches Handrührgerät mit Stabmixer-Aufsatz (hier beim Pürieren von gegartem Gemüse)

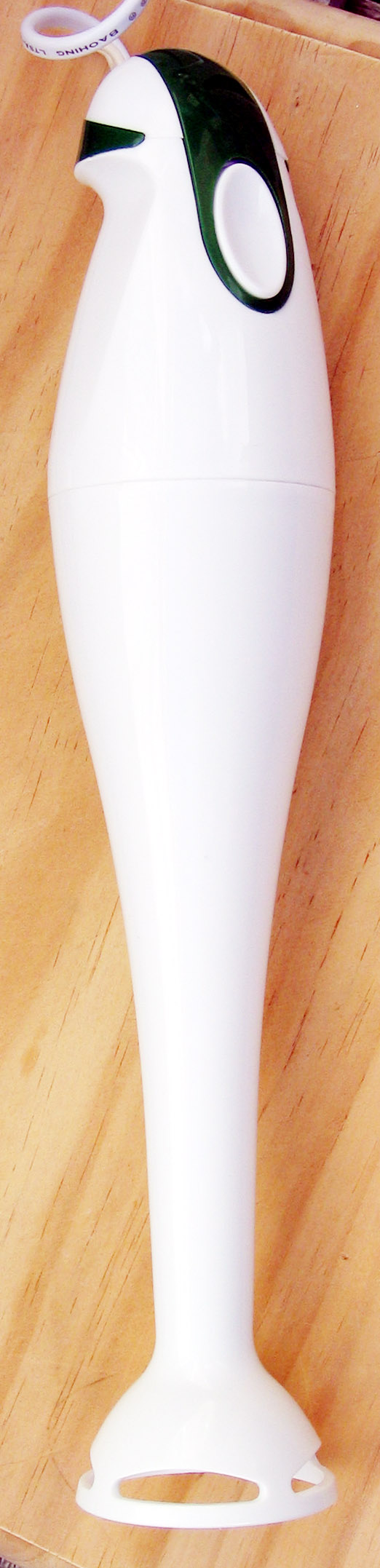
Elektrischer Pürierstab

Ein Pürierstab, Stabmixer, Blender, Messerstab oder auch Mixstab ist ein Elektrogerät für den Gebrauch in Haushalt und Gastronomie. Im Griff der Geräte ist ein leistungsfähiger Elektromotor mit hoher Umdrehungszahl (ca. 10.000 bis 12.000/min, teilweise auch bis zu 20.000/min) untergebracht. Dieser Motor treibt ein rotierendes Messer am unteren Ende des Geräts an.
Pürierstäbe eignen sich zum Pürieren von Obst und Gemüse wie zum Mixen mit Flüssigkeiten, zum Aufschlagen von Eiweiß und Milchprodukten und dem Kleinschneiden von Fleisch.

## Geschichte
1950 meldete der Schweizer Roger Perrinjaquet einen „appareil ménager portatif“ (tragbares Küchengerät) zum Patent an, womit der erste Stabmixer der Welt beschrieben wurde. Das 1953 gegründete Unternehmen ESGE – benannt nach den Anfangsbuchstaben seiner Gründer Spingler und Gschwend („Es“ und „Ge“) aus Neuffen – erwarb das Patent 1954 und brachte im folgenden Jahr einen Stabmixer unter dem Namen „ESGE Zauberstab der Hausfrau“ auf den deutschen Markt, ab Anfang der 1960er Jahre wurde das Gerät dann als ESGE Zauberstab bezeichnet. In der Schweiz wurde das Gerät unter dem Namen „Bamix“ vertrieben. Sein Name setzt sich aus den französischen Wörtern battre et mixer (schlagen und mischen/mixen) zusammen. ESGE produziert bis heute.
In der DDR war unter der Marke Komet seit Anfang der 1950er Jahre auch ein Handmixer vertreten. Als Zubehör war eine Schlagmühle montierbar. Hersteller war der VEB Elektrogerätewerk Suhl. Das Gerät hatte eine Leistungsaufnahme von 85 Watt und war für Kurzbetrieb 3 Minuten ausgelegt.

## Varianten
Um die Reinigung eines Pürierstabs zu erleichtern, gibt es Produkte mit abnehmbarem Mixfuß. Die Glocke am Mixfuß, in der sich das rotierende Messer befindet, kann mit seitlichen Öffnungen versehen sein. Einfacher zu reinigen sind Geräte ohne Öffnungen, wobei laut Herstellerangaben auch weniger Spritzer auftreten sollen. Einfache Geräte haben nur eine Schaltstufe. Manche Produkte verfügen über zwei bis drei Leistungs- bzw. Drehzahlstufen.
Stabmixer sind üblicherweise schutzisoliert und mit einem zweipoligen Kabel zum Anschluss an das Stromnetz vorgesehen. Die verwendeten Universalmotoren haben eine Leistungsaufnahme um 100 bis 200 Watt, die Leistungsangaben sind oft unzutreffend, die Geräte sind nur für Kurzbetrieb ausgelegt. Kabellose Produkte besitzen einen Akkumulator und benötigen ein Ladegerät. Das Elektrogerät kann nur mit einem Lappen gereinigt werden, das abnehmbare Mixteil ist meistens spülmaschinengeeignet.
Bei einigen Geräten gibt es verschiedene Aufsätze, mit denen sich der Pürierstab zum Sahneschlagen, Teigrühren u. ä. verwenden lässt. Ebenso gibt es als Zusatz beispielsweise Universalzerkleinerer zum Hacken von Kräutern, Zwiebeln, Nüssen, Käse, Fleisch u. ä. oder Zusatzgeräte zum Mahlen von Kernen oder Kaffeebohnen.
Stabmixer gibt es auch als Zubehör (Aufsatzteile) für elektrische Handrührgeräte.
In Chemielaboratorien wird meist ein Dispergier-Rührstab zur Homogenisation in der Probenvorbereitung und zur Herstellung von Emulsionen, Nanosuspensionen oder Extrakten verwendet. Bei solchen Homogenisatoren wirken effizientere Scherkräfte und Kavitation durch Ultraschall in einem engen Spalt zwischen einem Rotor und einem Stator.